# David's Album
David's Album è un album di Joan Baez, pubblicato dalla Vanguard Records nel maggio del 1969.
L'album fu dedicato a David Harris, un leader del movimento pacifista, all'epoca marito della Baez e in carcere per obiezione di coscienza.
Il disco, che riscosse un buon successo commerciale (l'album raggiunse la posizione nr. 36 nel 1969 nella classifica Pop Billboard), fu al pari del precedente registrato a Nashville con 
sessionmen di rilievo, alterna brani tradizionali con anche nuovi classici di country rock (come Hickory Wind), in un pezzo interviene come sostegno vocale la sorella Mimi Fariña.

## Tracce
Lato A
1. If I Knew – 2:46 (Nina Duschek (parole), Pauline Marden (musica))
2. Rock Salt and Nails (Bruce Phillips)
3. Glad Bluebird of Happiness – 2:53 (Darryl Skrabak)
4. Green, Green Grass of Home – 3:10 (Curly Putnam)
5. Will the Circle Be Unbroken – 4:16 (Tradizionale)

Durata totale: 13:05
Lato B
1. The Tramp on the Street – 3:26 (Grady Cole, Hazel Cole, con ultimi versi scritti da Joan Baez e Maynard Solomon)
2. Poor Wayfaring Stranger – 4:36 (Tradizionale)
3. Just a Closer Walk with Thee – 4:00 (Tradizionale)
4. Hickory Wind – 3:35 (Bob Buchanan, Gram Parsons)
5. My Home's Across the Blue Ridge Mountains – 4:11 (Thomas Ashley)

Durata totale: 19:48
Edizione CD del 2005, pubblicato dalla Vanguard Records (VMD 79746)
1. If I Knew – 2:46 (Nina Duschek (parole), Pauline Marden (musica))
2. Rock Salt and Nails – 3:49 (Bruce Phillips)
3. Glad Bluebird of Happiness – 2:54 (Darryl Skrabak)
4. Green, Green Grass of Home – 3:10 (Curly Putnam)
5. Will the Circle Be Unbroken – 4:16 (Tradizionale)
6. The Tramp on the Street – 3:29 (Grady Cole, Hazel Cole, con ultimi versi scritti da Joan Baez e Maynard Solomon)
7. Poor Wayfaring Stranger – 4:39 (Tradizionale)
8. Just a Closer Walk with Thee – 4:06 (Tradizionale)
9. Hickory Wind – 3:41 (Bob Buchanan, Gram Parsons)
10. My Home's Across the Blue Ridge Mountains – 4:17 (Thomas Ashley)
11. How Can I Miss You – 2:28 (Daniel Hicks) – Bonus Track - Live Performance
12. The Last Thing on My Mind – 4:16 (Tom Paxton) – Bonus Track - Studio Performance

Durata totale: 43:51

## Musicisti
- Joan Baez - voce, chitarra
- Grady Martin - chitarra elettrica, mandolino (brano: Rock Salt and Nails - primo assolo)
- Grady Martin - dobro (brano: Will the Circle Be Unbroken - primo assolo)
- Grady Martin - chitarra (brano: Rock Salt and Nails - secondo assolo)
- Hal Rugg - dobro, seconda chitarra steel (brano: Rock Salt and Nails - primo assolo)
- Hal Rugg - chitarra steel (brano: Will the Circle Be Unbroken - primo assolo)
- Peter Drake - chitarra steel
- Jerry Reed - chitarra (brani: Green, Green Grass of Home - primo e secondo assolo, Will the Circle Be Unbroken)
- Jerry Kennedy - chitarra (brani: Glad Bluebird of Happiness - primo assolo, If I Knew - secondo assolo e Glad Bluebird of Happiness)
- Harold Bradley - chitarra (brani: If I Knew - secondo assolo e Rock Salt and Nails)
- Pete Wade - chitarra ritmica
- Tommy Jackson - fiddle
- Buddy Spicher - fiddle, viola
- Junior Huskey - contrabbasso
- Norbert Putnam - basso
- Hargus Robbins - pianoforte
- Ken Buttrey - batteria
- Fred Carter - mandolino (brano: Will the Circle Be Unbroken - primo assolo)
- Bill Purcell - pianoforte (brano: Will the Circle Be Unbroken - primo assolo)
- The Jordanaires - accompagnamento vocale, cori (brano: Will the Circle Be Unbroken)
- Mimi Fariña - accompagnamento vocale (brano: Poor Wayfaring Stranger)[1]